# Riserva della biosfera di Dana
La Riserva della Biosfera di Dana è la più grande riserva naturale della Giordania, situato nel sud-centro della Giordania. La Riserva della Biosfera di Dana è stata fondata nel 1989 nella zona all'interno e intorno al villaggio di Dana e Wadi Dana che comprende 308 km2.

## Presenza umana

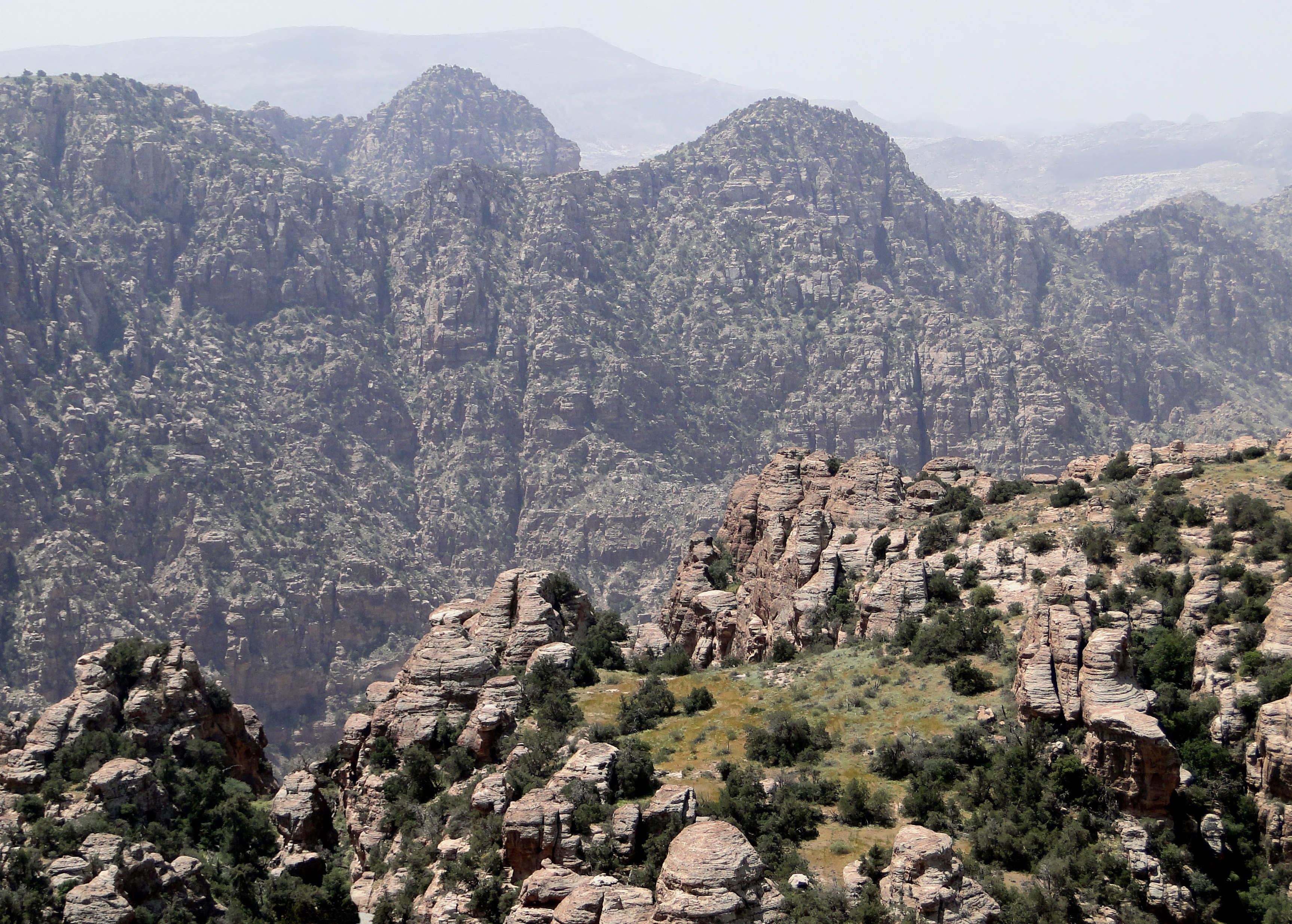
Il paesaggio

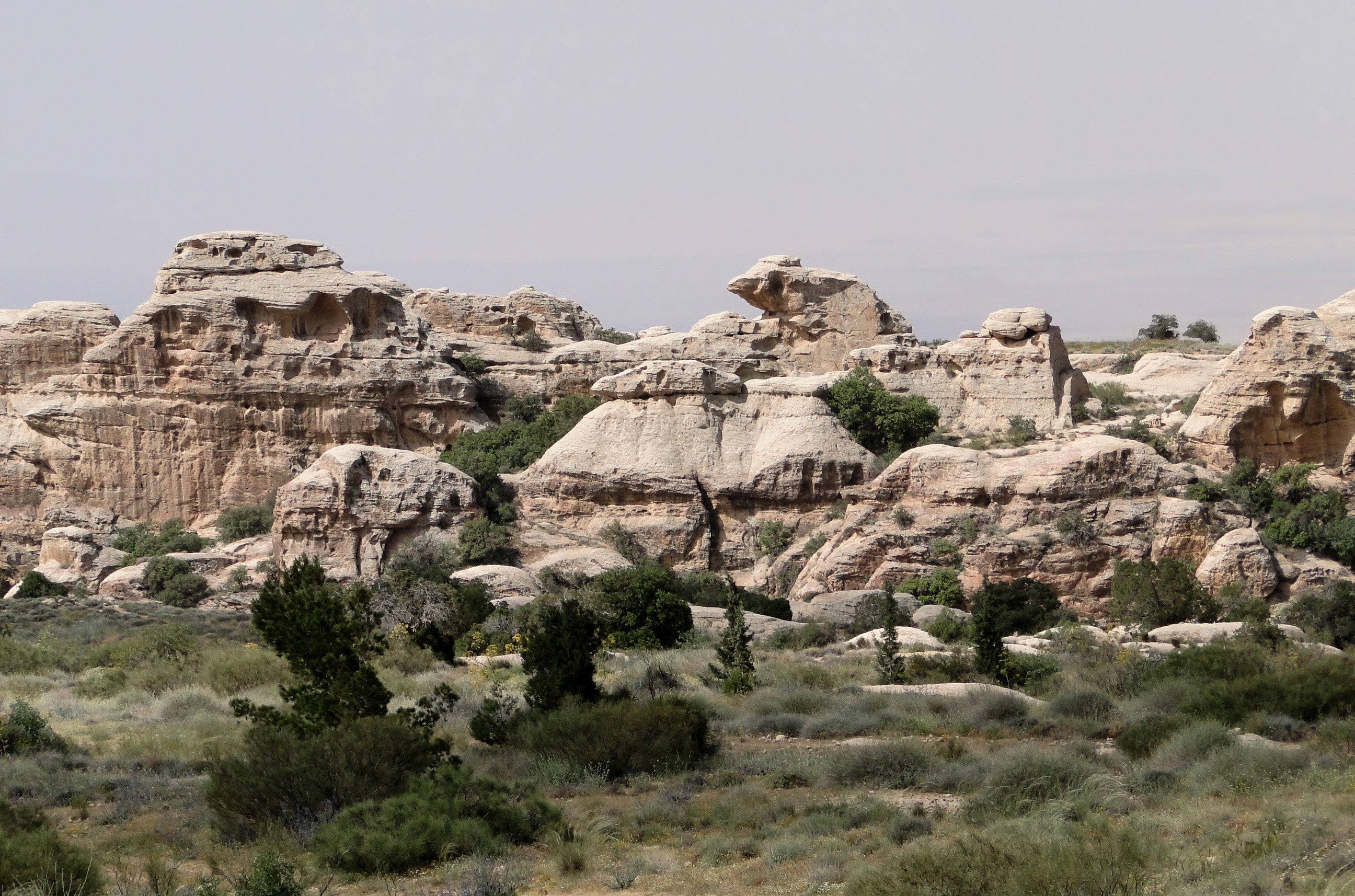

Le persone della tribù Ata'ta (o Al Atata) sono gli abitanti nativi della Riserva di Dana. La loro storia a Dana risale a 400 anni fa, ma il loro insediamento originario nella zona risale a più di 6000 anni fa. Oltre alla presenza del popolo Ata'ta, le scoperte archeologiche suggeriscono insediamenti paleolitici, egizi, nabatei e romani.

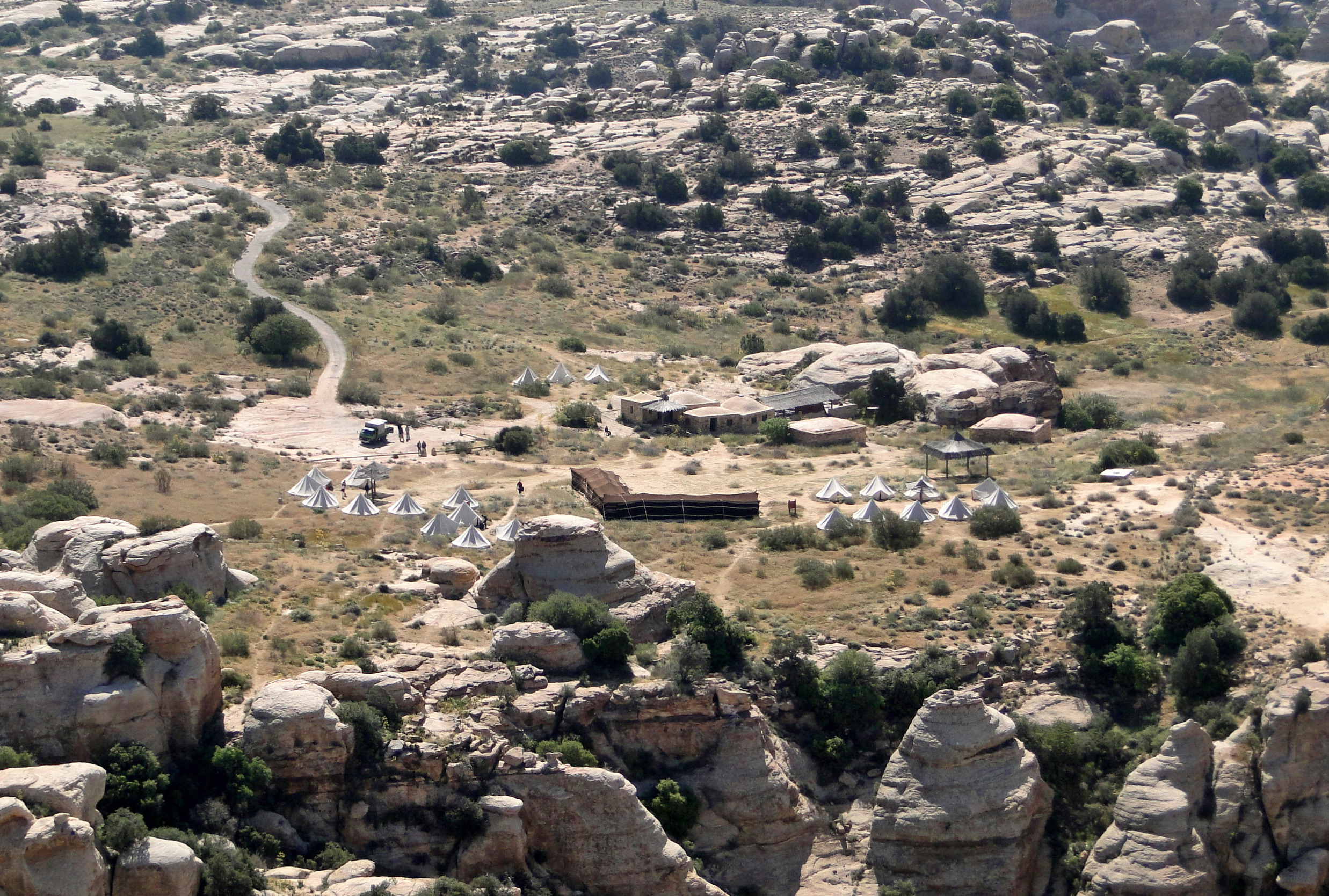
Rummana Campsite

## Strutture ricettive
I visitatori della Riserva e del villaggio di Dana possono soggiornare presso il Dana Cooperative Hotel e altri alloggi.

## Geografia
La riserva della biosfera di Dana scende da un'altitudine di 1500 m sull'altopiano di Qadisiyah fino alla bassa area desertica di Wadi Araba. La variegata geologia di Dana contiene calcare, arenaria e granito. L'area di Wadi Dana è caratterizzata da scogliere di arenaria tagliate dal vento. Dana è l'unica riserva naturale in Giordania che attraversa quattro zone biogeografiche; mediterranea, irano-turanica, saharo-araba e sudanese.

## Flora e fauna
Il variegato ambiente di Dana ospita 703 specie di piante, 215 specie di uccelli e 38 specie di mammiferi.

### Piante
Dana è la più diversificata area vegetale del paese, composta da numerosi tipi di vegetazione: ginepro fenicio, quercia sempreverde, dune di sabbia, acacia e rocce sudanesi. Dana è l'area più meridionale del mondo per ospitare il cipresso mediterraneo, Cupressus sempervirens. Delle centinaia di specie di piante che abitano Dana, tre non si trovano in nessun'altra parte del mondo. Molte piante, in particolare alberi e arbusti, crescono negli altipiani della riserva naturale.

### Specie in pericolo
La capra nubiana, il serin siriano, il caracal e il gheppio minore sono nativi del Wadi Dana e i piani per salvare la specie sono stati promossi dal Global Environment Fund nel 1994. Inoltre, la più grande colonia riproduttiva del serin siriano è nella riserva naturale di Dana. Le minacce agli animali includono la caccia.